# INTER X-PRESS
INTER X-PRESS（インター・エクスプレス）は BAYFMにて1995年10月スタートの洋楽専門番組。
2021年10月で放送開始26周年を迎える。
現在のDJは門脇知子。放送時間は月～木曜の19:00 - 20:39。
かつては姉妹番組（邦楽専門番組）の INTER X-PRESS JAPAN（インター・エクスプレス・ジャパン。DJ島村幸男、本多慶子）も放送されていた。

## コーナー（現在）
オープニング（19:00～19:19）
Daily Mix（19:20頃）
Latest Vibes（19:42頃）
8時のクイズ（20:05頃）
問題を出題し、解答をリスナーより募る。正解はエンディングで発表。
Today's Pick Up（20:09頃）
Between The Lines（20:20頃）
エンディング（20:36〜20:39）
8時のクイズの正解を発表する。
番組の最後に門脇知子が少し喋って締めくくる。
BAYFM TRAFFIC UPDATES（19:38頃、20:30頃）
道路交通情報。門脇が呼びかける。
首都高速センターが担当。
20時台は2024年3月までは九段センターのキャスターが担当していた。
TOMOROW's WEATHER（19:53頃）
ウェザーニューズと繋ぎ、同社のキャスターと掛け合いで明日の天気を伝える。

## 出来事
- 2017年3月27日は門脇が交通渋滞で40分遅刻し、その間はThe BAY☆LINEに引き続き、きゃんひとみが代理を務めた。
- 2019年3月19日は門脇が喉の不調のため休演、bayfm It!終わりの春原佑紀が代理を務めた。春原曰く、門脇の体調は喉以外は良好とのことで、当人は放送終了までスタジオの外で見守っていたという。
- 2023年1月24 - 26日は門脇が体調不良（後に新型コロナウィルス感染と発表）のため休演。24日は春原が、25 - 26日はALAN Jが代理を務めた。